# Rolls-Royce Phantom Drophead Coupé
O Rolls-Royce Phantom Drophead Coupé é um conversível de grande porte fabricado pela Rolls-Royce desde 2008. Apresentado apresentado em 7 de janeiro de 2007 no Salão de Detroit, tem como característica mais marcante suas portas com abertura reversa. O Drophead Coupé é baseado no Phantom 2003 e no protótipo Rolls-Royce 100EX. Foi utilizado nas Olimpíadas de Londres 2012.